# Lista dos reitores da Universidade La Sapienza

## Estado Pontífice
- 1787: Carlo Luigi Costantini
- 1811-1815: Giovanni Ferride Saint-Constant

## Reino Italiano
- 1870 - 1872: Clito Carlucci
- 1872 - 1873: Filippo Serafini
- 1873 - 1874: Giuseppe Battaglini
- 1874 - 1876: Pietro Blaserna
- 1876 - 1879: Gaetano Valeri
- 1879 - 1883: Onorato Ocioni
- 1883 - 1885: Luigi Maurizi
- 1885 - 1886: Ernesto Monaci
- 1886 - 1888: Luigi Galassi
- 1888 - 1892: Valentino Cerruti
- 1892 - 1895: Luigi Maurizi
- 1895 - 1896: Giuseppe dalla Vedova
- 1896 - 1897: Gaetano Semeraro
- 1897 - 1898: Lorenzo Meucci
- 1898 - 1900: Luigi Luciani
- 1900 - 1903: Valentino Cerruti
- 1903 - 1904: Giuseppe Cugnoli
- 1904 - 1919: Alberto Tonelli
- 1919 - 1922: Francesco Scaduto
- 1922 - 1923: Giuseppe Sanarelli
- 1923 - 1925: Francesco Severi
- 1925 - 1927: Giorgio Del Vecchio
- 1927 - 1930: Federico Millosevich
- 1930 - 1932: Pietro de Francisci
- 1932 - 1935: Alfredo Rocco
- 1935 - 1943: Pietro de Francisci
- 1943 - 1944: Guido De Ruggiero
- 1944 - 1948: Giuseppe Caronia

## República Italiana
- 1948 - 1953: Giuseppe Cardinali
- 1953 - 1966: Giuseppe Ugo Papi[1]
- 1966 - 1967: Gaetano Martino
- 1967 - 1973: Pietro Agostino D'Avack
- 1973 - 1976: Giuseppe Vaccaro
- 1976 - 1987: Antonio Ruberti
- 1987 - 1988: Giuseppe Talamo
- 1988 - 1997: Giorgio Tecce
- 1997 - 2004: Giuseppe D'Ascenzo
- 2004 - 2008: Renato Guarini
- 2008 - atualidade: Luigi Frati